# Yodi Karone
Pour les articles homonymes, voir Karone.
Yodi Karone (pseudonyme d'Alain Ndongo Ndiye), né en France en 1954,  est un écrivain d'origine camerounaise qui vit à Paris.

## Œuvres
- 1978 : Umm ou le Sacre dernier ; Palabres de nuit (théâtre)
- 1980 : Le bal des caïmans, roman
- 1982 : Nègre de paille, nouvelles (Grand prix littéraire d'Afrique noire[1].)
- 1988 : À la recherche du cannibale amour
- 1988 : Les beau gosses, roman
- ? : Les chaînes de l'esclavage, recueil de nouvelles

### Filmographie
- Yodi Karone et Jean-Claude Pirotte, film réalisé par Jean-Paul Lavaud, Archives et Musée de la littérature, Bruxelles, 1987, 45 min (VHS)